# Culă

Veche culă românească

Cula (plural: cule, din l. turcă kule) este un tip de construcție semifortificată, specifică secolelor XVIII și XIX, răspândită în întregul spațiu balcanic, cu precădere în Serbia și în Albania. Termenul provine din limba turcă, în care „kule” înseamnă turn. Unii cercetători cred că originea culelor este în Afganistan și Iran.

## România
Altădată, aria de răspândire a culelor se întindea atât în zona deluroasă, cât și asupra zonelor de câmpie adiacente, până către București, însă, culele din regiunea de șes, mai puțin numeroase la început, au dispărut mai repede decât celelalte. Culele se întâlnesc preponderent în regiunea deluroasă a Olteniei, dar câteva exemplare se mai găsesc și în zona de câmpie a Munteniei, în București și în județele Argeș și Teleorman.Cele mai reprezentative cule se aflau în județul Gorj, dar din 20 câte au existat, la ora actuală doar 5 mai sunt în picioare, dintre care 3 restaurate: cula Glogoveanu, cula Cornoiu și cula Cartianu aflate în administrarea Muzeului Județean Gorj „Alexandru Ștefulescu”.

### Destinație
În esență, culele erau locuințele boierilor, construite în vederea apărării avutului și vieții membrilor familiilor acestora împotriva invaziilor întreprinse de către cetele de cârjali, tâlhari turci din Vidin. De regulă, culele, care aveau o formă de turn cu 3-4 caturi, erau prevăzute cu metereze de unde se trăgea cu armele în orice parte a curții. În beci se afla fântâna. Scara către etajele superioare putea fi mobilă, ușile erau masive, beciul solid, pereții groși de 1 metru consolidați cu bârne și străpunși de metereze, ferestrele înguste. Un amănunt mai aparte la unele cule este prezența anexelor sanitare într-un corp separat, un turn îngust, legat de corpul principal printr-un coridor aerian, ca un pod închis.
Pe lângă funcția sa de locuire, cula este o construcție care îl apără pe proprietar nu numai de primejdia din afară, ci și de răzmerițele posibile ale propriilor supuși de pe moșie. Din această cauză, în jurul celor mai multe cule, terenul era defrișat pentru a nu permite apropierea nevăzută a atacatorilor de orice fel.
În decursul timpului, culele au îndeplinit funcții diferite, cu caracter mai restrâns sau mai complex, deosebindu-se trei categorii:
- cule de refugiu, de apărare sau locuință temporară;
- cule de veghe, semnalizare și alarmă;
- cule-locuință permanentă.

Când pericolul otoman a dispărut, culele nu-și mai aveau rostul și au început să se deterioreze, apoi să fie părăsite, distruse.

### Situația actuală
Raportul Comisiei Prezidențiale pentru Patrimoniul Construit, Siturile Istorice și Naturale, din septembrie 2009, releva faptul că deși aceste locuințe-turn, din Oltenia, ridicate pe trei nivele, reprezintă o reflectare târzie a unui fenomen arhitectural caracteristic Balcanilor medievali și sunt, cu rare excepții, introduse în Lista monumentelor istorice, nu au fost inițiate acțiuni de conservare sau restaurare. Enumeră apoi o serie de astfel de cule: cula din Broșteni (jud. Mehedinți), cula din Groșerea (jud Gorj), cula din Cerneți (jud. Mehedinți) sau cula Cioabă-Chintescu din Șiacu (jud. Gorj, 1818- 1823), cula Izvoranu-Geblescu din Brabova (jud. Dolj, sec. XVIII), cula din Retevoiești din 1822 (jud. Argeș), dar și cula din Șuici (a doua jumătate a sec. XVIII, jud. Argeș, care a beneficiat de unele tentative de restaurare în anii ’90 ), care sunt în plin proces de degradare, unele fiind ruinate. În ciuda faptului că aceste cule sunt repere semnificative ale diversității arhitecturii tradiționale din fondul istoric românesc, ele sunt totuși abandonate.
- Cula Crăsnaru, din Groșerea, județul Gorj, care a fost construită în anul 1808 de către Cocoș Crăsnarul, ilustrează tipul „clasic” de culă ridicată pe trei nivele, cu pivniță cu metereze. Foișorul se sprijină pe arcade încheiate în arce trilobate aplatizate, susținute de coloane din cărămidă. Fiind incendiată de un trăsnet, în prezent se află în stare de degradare avansată.

## Listă de cule

### Argeș
- Conacul Teodor Brătianu, sat Tigveni, comuna Tigveni[6]
- Conacul Budișteanu, sat Budeasa Mare, comuna Budeasa[7]
- Cula Drugănescu, sat Retevoiești, comuna Pietroșani[8]
- Cula Racovița, cartier Racovița, Argeș, oraș Mioveni[9]
- Cula Sultănica, sat Șuici, comuna Șuici[10]
- Cula Vlădescu, sat Vlădești, comuna Vlădești[11]

### București
- Cula Vintilă Brătianu, str. Aurel Vlaicu, nr. 19,[12]

### Dolj
- Cula Cernătescu, sat Cernătești, comuna Cernătești (secolul XVIII)[13]
- Cula Izvoranu-Geblescu, sat Brabova, comuna Brabova (secolul XVIII)[13]
- Cula Barbu Poenaru, sat Almăj, comuna Almăj. Este decorată cu fresce inspirate de fabulele lui Esop. (1750)[13]

### Gorj
- Cula Cartianu din Cartiu, Gorj, comuna Turcinești[13]
- Cula Cioabă-Chintescu, sat Șiacu, comuna Slivilești. Se mai numea cula Grecescu. (1818)[13]
- Cula Cornoiu, sat Curtișoara, oraș Bumbești-Jiu[13]
- Cula Crăsnaru, cula moșierului Alecu Crăsnaru din satul Groșerea, comuna Aninoasa[13]
- Cula I. C. Davani, sat Larga, comuna Samarinești[14]
- Casa Glogoveanu, sat Glogova, comuna Glogova[15]
- Casa Eftimie Nicolaescu, sat Runcurel, comuna Mătăsari[16]
- Cula Tătărescu, inițial cartier Poiana, oraș Rovinari, în prezent sat Curtișoara, oraș Bumbești-Jiu. Se mai numea cula Poiana.

### Mehedinți
- Cula Cuțui, sat Broșteni, comuna Broșteni[17]
- Cula Nistor (1812), sat Cerneți, comuna Șimian[18]
- Cula Tudor Vladimirescu, sat Cerneți, comuna Șimian[13][19]

### Olt
- Cula Călățeanu, cartier Enoșești, oraș Piatra-Olt[20]
- Cula Galița, sat Câmpu Mare, comuna Dobroteasa[21]

### Teleorman
- Cula Costea, sat Frăsinet, comuna Frăsinet[22]

### Vâlcea
- Cula Bujoreanu, sat Bujoreni, comuna Bujoreni[13]
- Cula Duca, sat Măldărești, comuna Măldărești[13]
- Cula Greceanu, sat Măldărești, comuna Măldărești[23]
- Cula Măciuceni, sat Măciuceni, comuna Măciuca[24]
- Cula Zătreanu, sat Zătreni, comuna Zătreni[13]

## Imagini

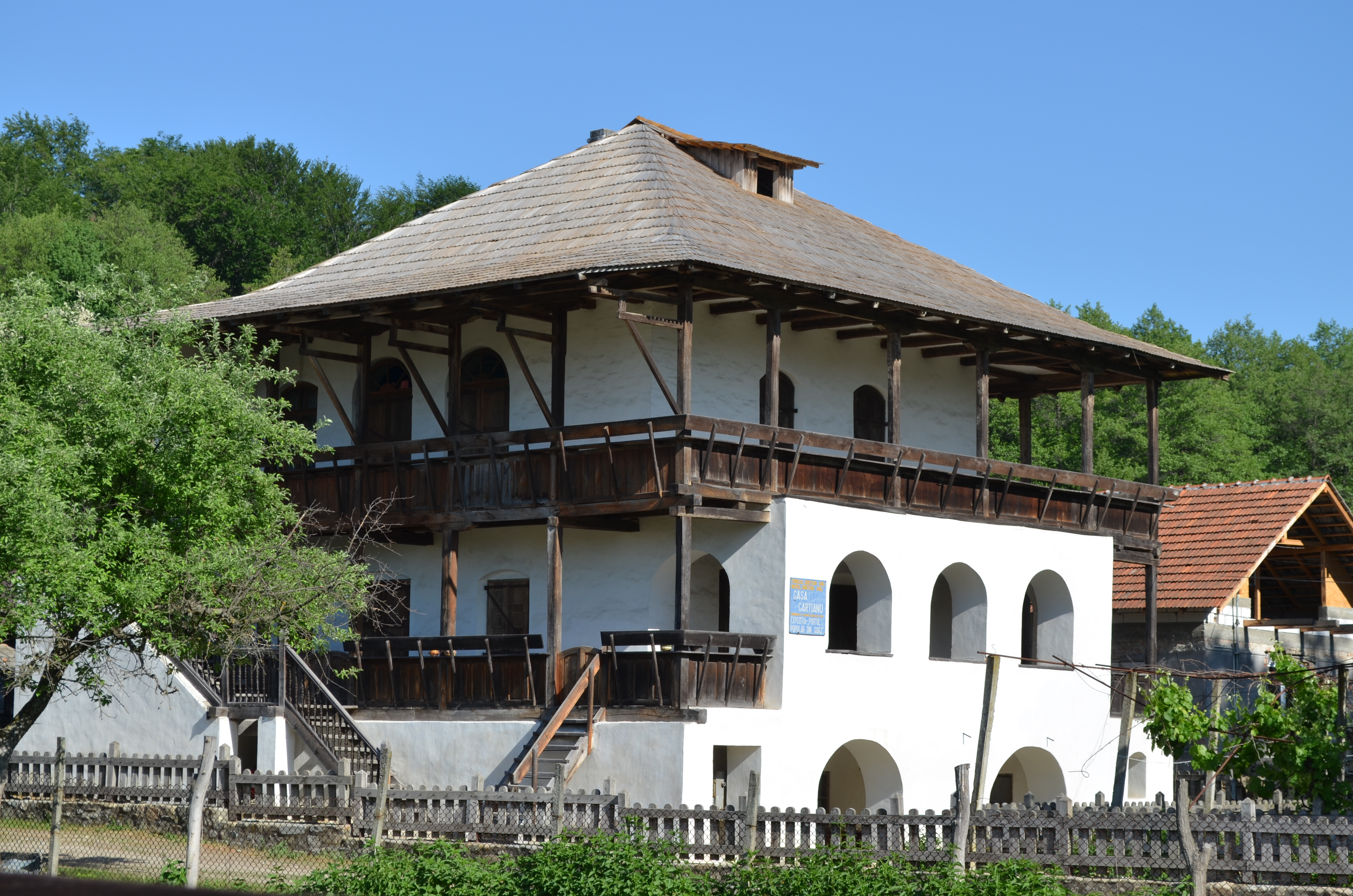
Cula Cartianu din Cartiu, Gorj
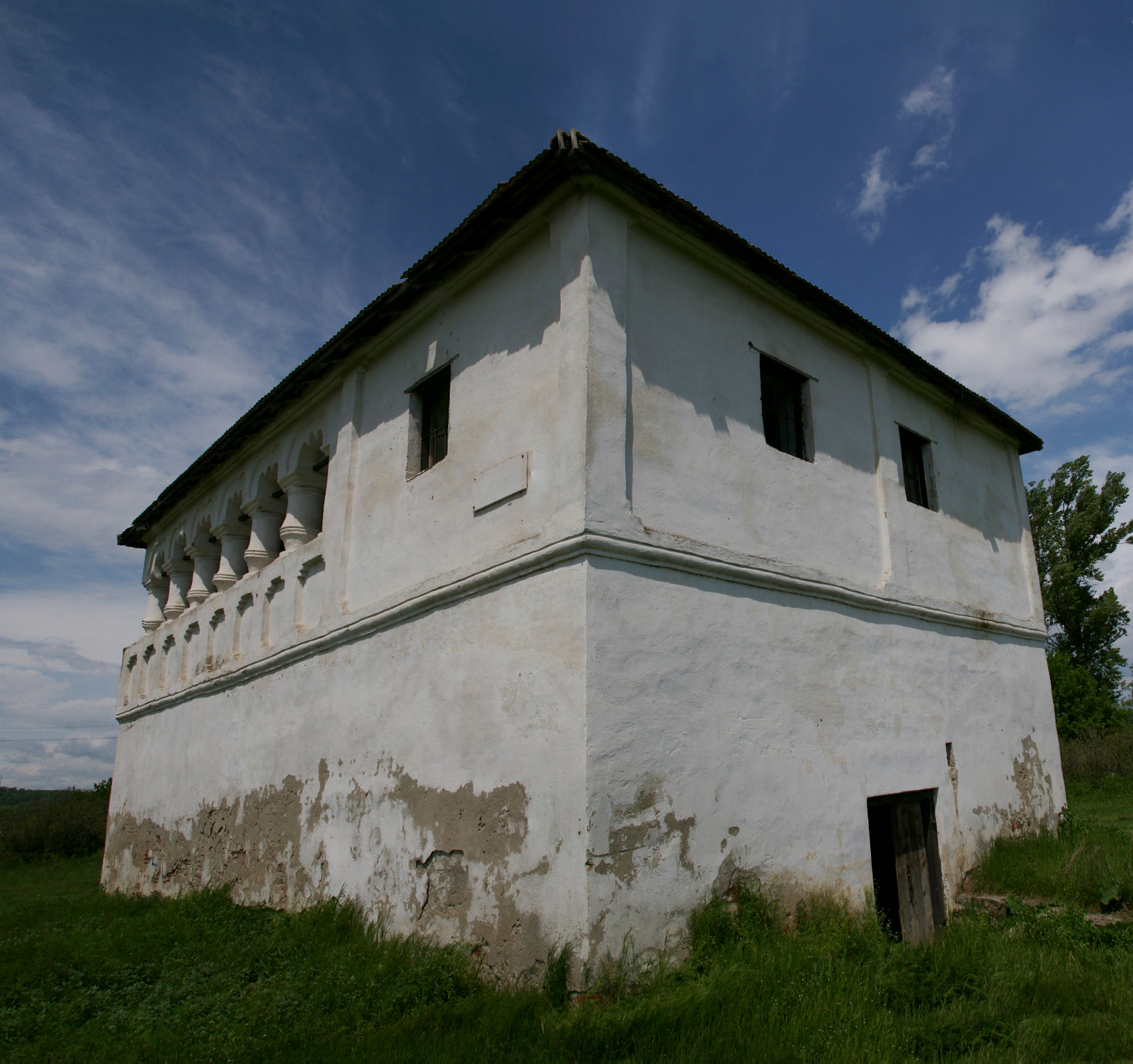
Cula Cuțui din Broșteni, Mehedinți
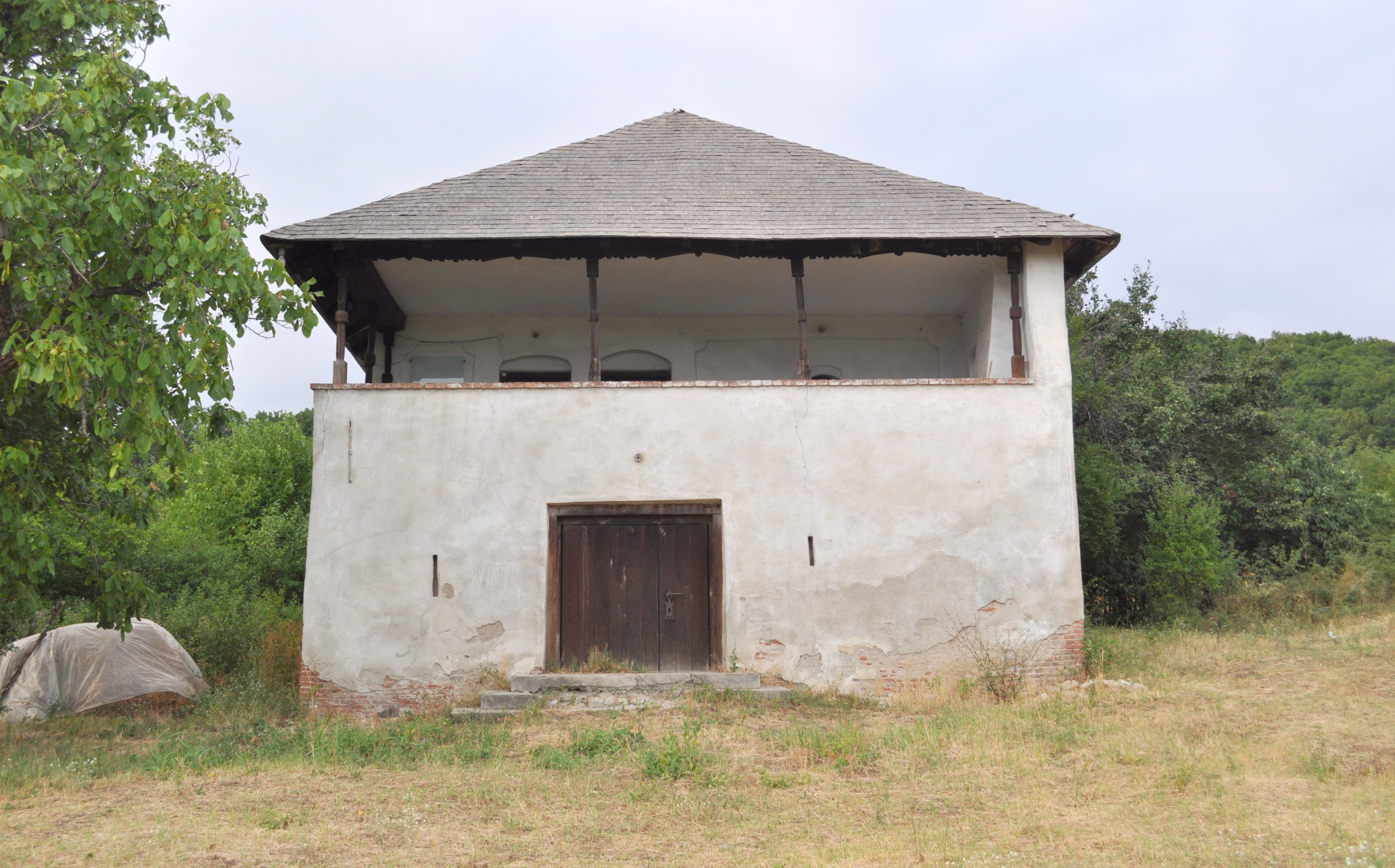
Cula Nistor din Cerneți, Mehedinți
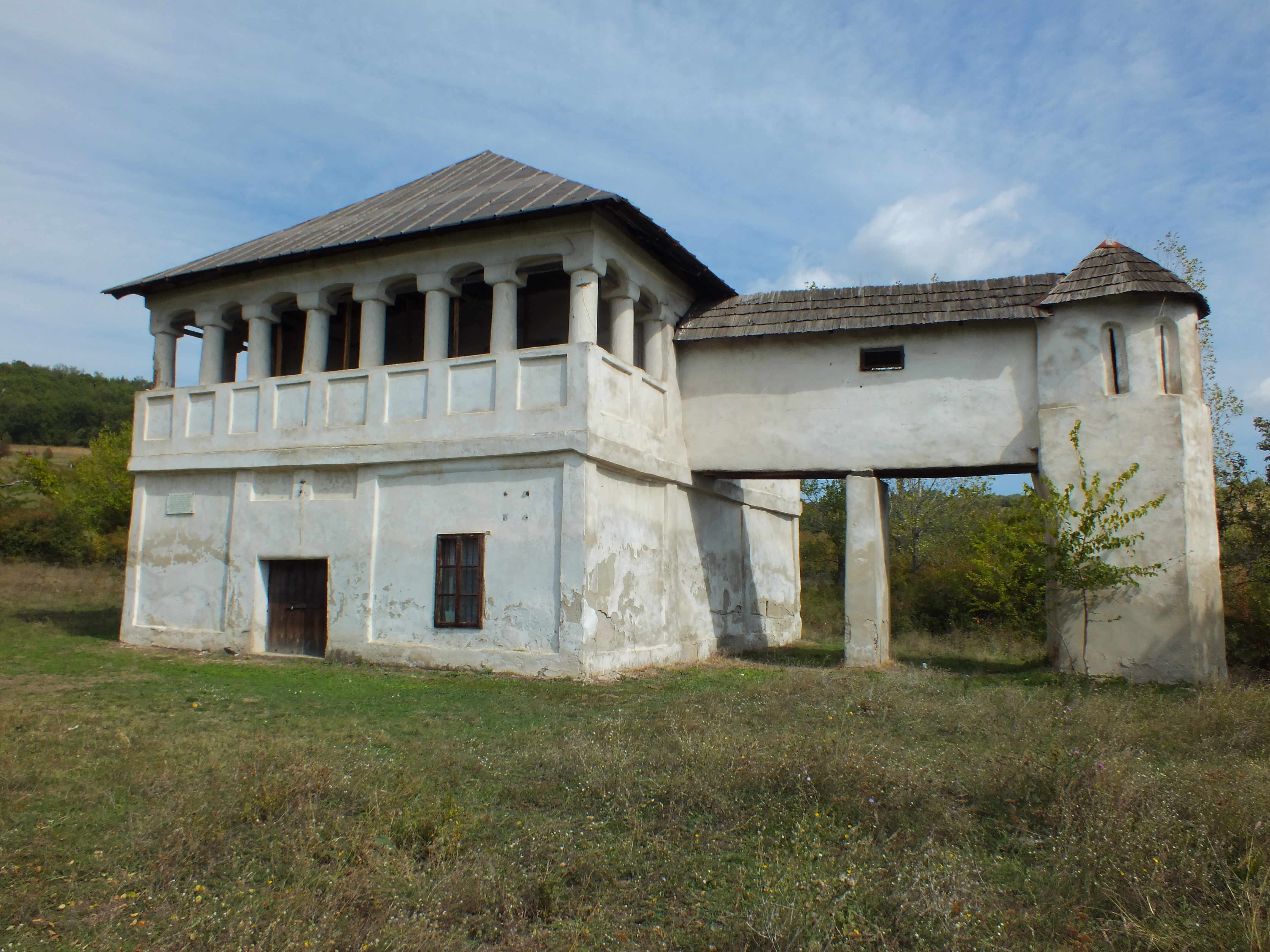
Cula Tudor Vladimirescu din Cerneți, Mehedinți
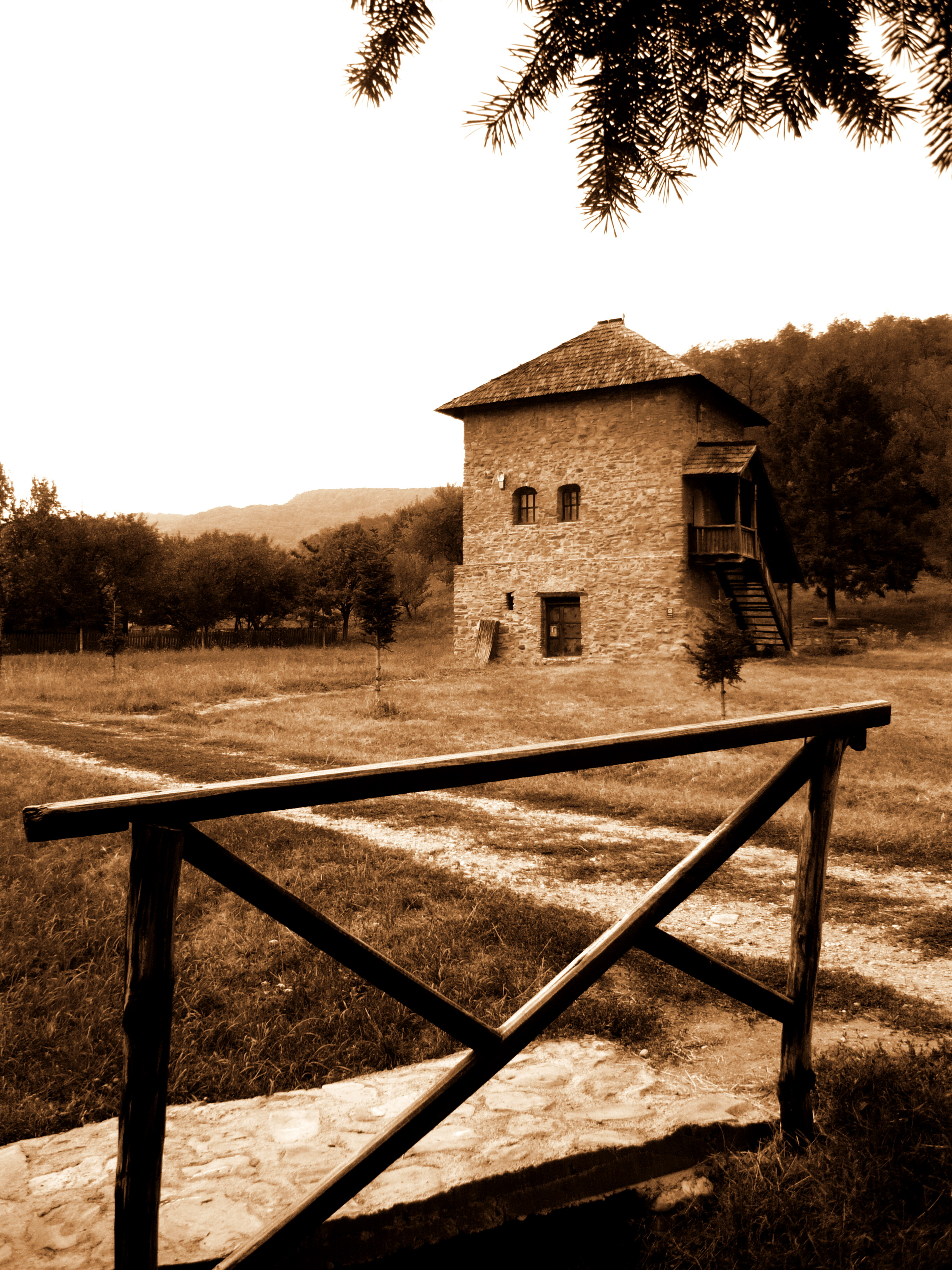
Cula Bujoreanu din Bujoreni, Vâlcea
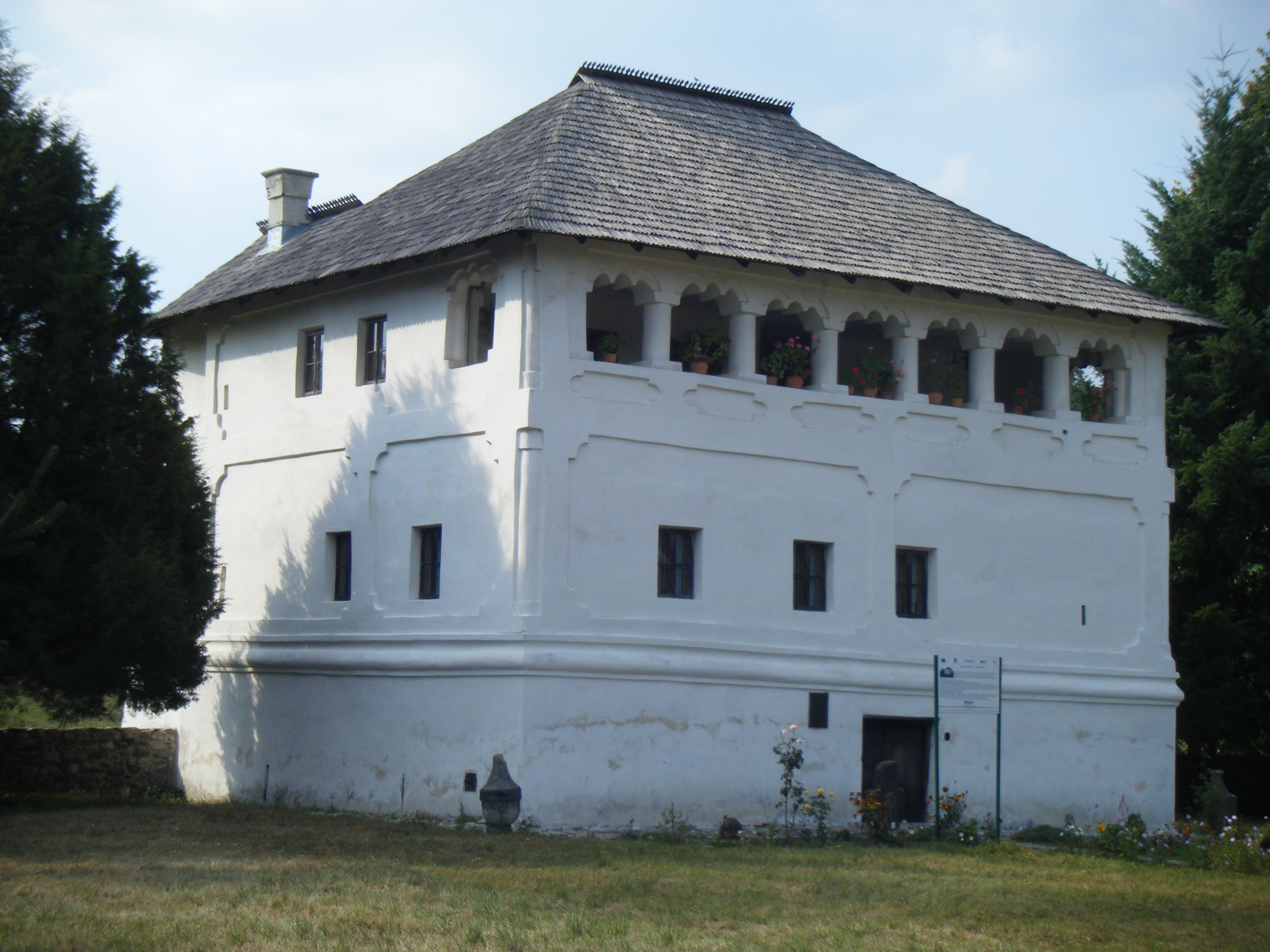
Cula Duca din Măldărești, Vâlcea
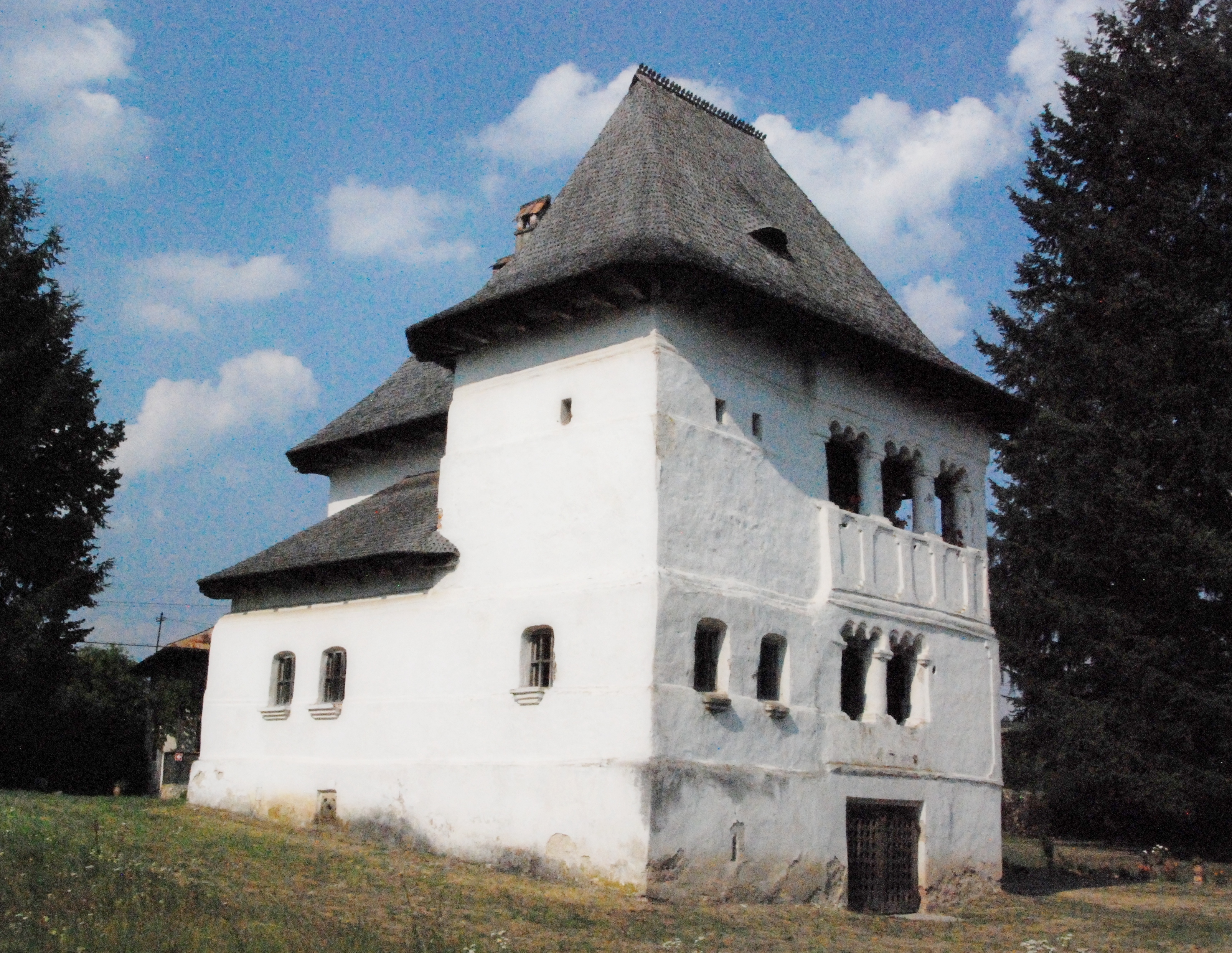
Cula Greceanu din Măldărești, Vâlcea

## Albania
În Albania, în zona Gore, tipologia locuinței fortificate este cu două etaje și câte două încăperi pe nivel, separate de un coridor central. Tot de tip turn erau și locuințele din Kratovo, în Macedonia sau din Mani, în Grecia.

## Bulgaria
La Vrața, în Bulgaria, există șase cule. Două din cele aveau un plan compact cu trei niveluri lipsite în exterior de orice fel de decorație, cu ziduri din piatră de până la doi metri grosime, străpunse de metereze pentru tragere verticală și orizontală.